# Cordillera Kiso
Las montañas Kiso, cordillera Kiso (木曽山脈 Kiso Sanmyaku?) o Alpes Centrales (中央アルプス Chūō Arupusu?), conforman una cordillera japonesa ubicada en la prefectura de Nagano y la prefectura de Gifu.

## Montañas
- Kyogatake (2296 m)
- Komagatake (2956 m)
- Utsugidake (2864 m)
- Minami-komagatake (2841 m)
- Anbeijisan (2363 m)
- Enasan (2191 m)